# NGC 480
NGC 480 é uma galáxia espiral (Sa) localizada na direcção da constelação de Cetus. Possui uma declinação de -09° 52' 49" e uma ascensão recta de 1 horas, 20 minutos e 34,3 segundos.
A galáxia NGC 480 foi descoberta em 1886 por Frank Leavenworth.